# Cleidomancie
La cleidomancie est un genre de divination.

## Description
Elle consistait à enrouler le nom d'une personne dont on veut connaître les secrets autour d'une clef et d'attacher celle-ci à une Bible ou de la suspendre à l'Évangile de Saint-Jean. Lors de certaines paroles consacrées, la clef doit tourner d'elle-même.

## Historique
Le terme vient du grec kleidos, clef, clavicule ; et de manteia, divination. Au Moyen Âge, on l'employait pour découvrir l’auteur d’un vol ou d’un meurtre.
Elle était encore en usage en Russie en 1814.